# Dictya ptyarion
Dictya ptyarion är en tvåvingeart som beskrevs av Steyskal 1954. Dictya ptyarion ingår i släktet Dictya och familjen kärrflugor. Inga underarter finns listade i Catalogue of Life.